# باگاندا
باگانداها (به انگلیسی: Baganda) بزرگترین گروه قومی اوگاندا را ۱۶٫۹% جمعیت اوگاندا تشکیل می‌دهند. بوگاندا بزرگترین پادشاهی سنتی در اوگاندای امروزی است.